# Стійкий розподіл
Стійкий розподіл у теорії імовірностей — це такий розподіл, який може бути отриманий як границя за розподілом сум незалежних випадкових величин.

## Визначення
Розподіл {\displaystyle \mathbb {P} ^{X}} випадкової величини {\displaystyle X} називається стійким, якщо для будь-якого {\displaystyle n\in \mathbb {N} } існують такі константи {\displaystyle a_{n},b_{n}\in \mathbb {R} }, що розподіл випадкової величини {\displaystyle a_{n}+b_{n}} збігається з розподілом суми:
{\displaystyle a_{n}X+b_{n}=^{\!\!\!\!\!{\mathcal {D}}}\sum \limits _{i=1}^{n}Y_{n,i}},
де рівність розуміється в змісті рівності розподілів, а випадкові величини {\displaystyle Y_{n,i}} розподілені як {\displaystyle X}, тобто {\displaystyle Y_{n,i}\sim \mathbb {P} ^{X},\;i=,\ldots ,n}.

## Зауваження
- Якщо {\displaystyle F_{X}} — функція стійкого розподілу, те {\displaystyle \forall n\in \mathbb {N} ,\;\exists a_{n},b_{n}\in \mathbb {R} }, такі що

{\displaystyle F_{X}\left({\frac {x-b_{n}}{a_{n}}}\right)=F_{X}*\cdots *F(x),\quad \forall x\in \mathbb {R} },
де {\displaystyle *} позначає згортку.
- Якщо {\displaystyle \phi _{X}} — характеристична функція стійкого розподілу, те {\displaystyle \forall n\in \mathbb {N} ,\;\exists a_{n},b_{n}\in \mathbb {R} }, такі що

{\displaystyle \phi _{X}^{n}(t)=\phi _{X}(a_{n}t)\,e^{ib_{n}t}}.

## Властивості стійких розподілів
- Випадкова величина має стійкий розподіл тоді і тільки тоді, коли вона є межею по розподілі лінійних комбінацій сум незалежних однаково розподілених випадкових величин. Більш точно, випадкова величина {\displaystyle X} може бути межею по розподілі випадкових величин виду {\displaystyle {\frac {S_{n}-b_{n}}{a_{n}}}}, де

{\displaystyle S_{n}=\sum \limits _{i=1}^{n}Y_{i},\;\{Y_{i}\}_{i=1}^{\infty }} — незалежні однаково розподілені випадкові величини, тоді і тільки тоді, коли розподіл {\displaystyle X} стійкий.
- (Представлення Леви — Хинчина) Логарифм характеристичної функції випадкової величини зі стійким розподілом має вид:

{\displaystyle \ln \phi (t)=\left\{{\begin{matrix}it\beta -d|t|^{\alpha }\left(1+i\theta {\frac {t}{|t|}}G(t,\alpha )\right),&t\not =0\\0,&t=0.\end{matrix}}\right.,}
де {\displaystyle 0<\alpha \leq 2,\;\beta \in \mathbb {R} ,\;d\geq 0,\;|\theta |\leq 1,} і
{\displaystyle G(t,\alpha )=\left\{{\begin{matrix}\mathrm {tg} {\frac {\pi }{2}}\alpha ,&\alpha \not =1\\{\frac {2}{\pi }}\ln |t|,&\alpha =1\end{matrix}}\right..}